# 侏儒牡蛎属
侏儒牡蛎属（学名：Nanostrea），也称小牡蛎属，是牡蛎科下的一个属。

## 下属物种
本属包括以下物种：
- Nanostrea pinnicola (Pagenstecher, 1877)